# Gorillaer i disen
Gorillaer i disen (org. titel: Gorillas in the Mist: The Adventure of Dian Fossey) er en amerikansk biografisk dramafilm fra 1988, instrueret af Michael Apted og med manuskript af Anna Hamilton Phelan og Tab Murphy, baseret på Dian Fosseys bog Gorillaer i disen og en artikel af Harold T.P. Hayes.
Sigourney Weaver modtog en Golden Globe for bedste skuespillerinde for sin rolle som Dian Fossey og Maurice Jarre en for bedste musik.

## Medvirkende
- Sigourney Weaver som Dian Fossey, en amerikansk ergoterapeut og zoolog som i 1966 drager til Rwanda for at studere bjerggorillaerne.
- Bryan Brown som Bob Campbell, en fotograf fra National Geographic som skal hjælpe Fosseys forskning.
- Julie Harris som Rosamond "Roz" Carr, Sembagares chef som tilbyder Fossey et sted at sove efter hun påbegynder sin forskning.
- John Omirah Miluwi som Sembagare, en lokalperson som er trænet i at finde dyr, og som følger Fossey på rejsen.
- Iain Cuthbertson som Dr. Louis Leakey, Fosseys inspirationskilde til at vie sit liv til at studere primater.
- Constantin Alexandrov som Van Vecten, en tysk dyrehavearbejder som kidnapper en babygorilla og bedriver gorillaeksport.
- Waigwa Wachira som Mukara, en minister i Rwandas regering som lover Fossey arbejde for antikrypskytteri.
- Konga Mbandu som Rushemba, en lokalperson som arbejder for Fossey på hendes forskningsbase.

Desuden spillede Iain Glen (Brendan), David Lansbury (Larry) og Maggie O'Neill (Kim) tre unge som arbejder for The Leaky Foundation, og som Fossey lærer op.